# Prorella albida
Prorella albida är en fjärilsart som beskrevs av Samuel E. Cassino och Louis W. Swett 1923. Prorella albida ingår i släktet Prorella och familjen mätare. Inga underarter finns listade i Catalogue of Life.